# Södra Storsjöflaket
Södra Storsjöflaket, den södra delen av Storsjön i Jämtland. 

## Geografi
Södra Storsjöflaket avgränsas i norr av Sannsundet. Efter den västra strandlinjen är Funäsviken, Myrviken och Bergsviken större vikar. Den långsmala udden Matnäset är framträdande.  I samma område ligger även Hoverberget med Hoverbergsgrottan. Myrviken är en lång vik i västra delen av Södra Storsjöflaket. Myrvikens mynning ligger i området norr om Hoverberget, varifrån den sträcker sig rakt mot norr till samhället Myrviken och Fröjdholmens festplats. Vid Södra Storsjöflakets sydspets ligger Svenstaviks tätort. Efter den östra strandlinjen finns Hackåsbygden med ett historiskt jordbrukslandskap, ett stort antal gravhögar och Norrlands äldsta kyrka. Söder om jordbruksbygden i Hackås går E45, och i synnerhet Inlandsbanan, geografiskt nära stranden med flera tillfällen av öppen vy över Södra Storsjöflaket och Oviksfjällen.